# Domingo Santa Cruz Wilson
Domingo Santa Cruz Wilson (* 5. Juli 1899 in La Cruz, Región de Valparaíso; † 6. Januar 1987 in Santiago de Chile) war ein chilenischer Komponist und Musikpädagoge.

## Leben und Wirken
Santa Cruz studierte in Chile Komposition bei Enrique Soro, später (1922–23) in Spanien bei Conrado del Campo. 1917 gründete er die Sociedad Bach, einen Chor, der bis 1932 bestand. Seit 1928 unterrichtete er am Conservatorio Nacional de Música, wo er bis 1953 Klassen für Musikgeschichte und Komposition gab.
1930 gehörte er zu den Gründern der Musikfakultät der Universidad de Chile in Santiago de Chile. Außerdem war er Mitbegründer des Orquesta Sinfónica de Chile, des Coro Sinfónico, des Radios der Universität Chile, der Revista Musical Chilena, der Dirección de Investigaciones Musicales und des Instituto de Extensión Musical (1941). 1951 erhielt er den Premio Nacional de Arte in der Kategorie Musik.
Santa Cruz komponierte zwei Sinfonien und weitere Orchesterwerke, Kammer- und Klaviermusik sowie Vokalwerke.

## Werke
- Viñetas für Klavier, 1925–27
- Cinco poemas trágicos für Klavier, 1929
- 1. Sinfonie, 1945
- 2. Sinfonie, 1948
- Égloga für Orchester, 1949
- Seis canciones de primavera, 1950